# Wilhelm Hertenstein
Wilhelm Hertenstein ( 5 de Maio de 1825 - 1899) foi um político da Suíça.
Ele foi eleito para o Conselho Federal suíço em 21 de Março de 1879 e terminou o mandato a 27 de Novembro de 1888.
Wilhelm Hertenstein foi Presidente da Confederação suíça em 1888.